# Rocky Mountain House
Rocky Mountain House is een plaats (town) in de Canadese provincie Alberta en telt 7231 inwoners (2007).

## Geboren
- Beorn Nijenhuis, Nederlands schaatser
- Kurt Browning, figuurschaatser